# Karl Schöpp
Karl Schöpp (in jungen Jahren auch Carl Schöpp; * 28. Mai 1871 in München; † 20. April 1961 ebenda) war ein deutscher Schauspieler bei Bühne und Film sowie Sänger und Theaterregisseur.

## Leben und Wirken
Schöpp war ein Sohn des Rechtsrats Max Weber und der Hofkutscherstochter und späteren Hofchorsängerin Julie Schöpp. Nach dem Besuch des Wilhelmsgymnasiums München und der Akademie der Tonkunst begann er in den 1890er-Jahren seine künstlerische Laufbahn als Orchestermeister in Weimar. Nebenher nahm er Schauspielunterricht bei Karl Weiser und Hans Widey und war ab 1905 als Komiker und Regisseur an den Theatern von Rostock, Würzburg, Bamberg und wiederum Weimar tätig. Von 1912 bis 1916 wirkte er in Berlin an den Meinhard-Bernauer-Bühnen sowie am Trianon-Theater und Künstlertheater, anschließend wurde er ans Fronttheater nach Brüssel geholt.
Nach Kriegsende folgten Engagements nach Regensburg und Ingolstadt, wo er neben der Schauspielerei auch als Sänger eingesetzt wurde und als Spielleiter bzw. Oberspielleiter Stücke inszenierte. Eine kurze Stippvisite führte ihn auch wieder in die Reichshauptstadt, um einer Verpflichtung an das Berliner Theater nachzukommen. Schließlich kehrte Schöpp 1931 nach München zurück, um bei den dortigen Konrad-Dreher-Gastspielen als Schauspieler und Regisseur zu arbeiten. 1933 wechselte Schöpp an das Münchner Volkstheater und blieb dort bis zur Schließung aller Bühnen im Reichsgebiet Spätsommer 1944 als Schauspieler aktiv. Fallweise trat er auch am Münchner Schauspielhaus und an der Bayerischen Landesbühne auf.
Karl Schöpp wirkte seit seiner Münchner Zeit auch mehrfach in Filmproduktionen der Bavaria mit und deckte die ganze Palette kleiner Leute in winzigen Rollen ab: Mal verkörperte Schöpp einen Buchhalter oder einen Wirt, mal einen Trödler, einen Gemeindediener oder auch einen Portier. Höherrangiges wie der Schulrat in dem frühen Nachkriegslustspiel Morgen ist alles besser oder der Dompropst in dem Heimatfilm-Kassenfüller Schwarzwaldmädel, Schöpps einziger Farbproduktion, war nur selten darunter.
Von 1897 bis 1922 war Schöpp mit Henriette Bähr verheiratet. Nach der Scheidung ging er 1924 mit Therese Platten, geb. Neumair, seine zweite Ehe ein. Dieser Verbindung entstammte ein 1926 geborener Sohn. Seit 1958 verwitwet, starb Karl Schöpp kurz vor seinem 90. Geburtstag in seiner Wohnung in München.

## Filmografie
- 1934: Klein Dorrit
- 1935: Knock-out
- 1935: Der Schlafwagenkontrolleur
- 1935: Großreinemachen
- 1936: Die große und die kleine Welt
- 1936: Fiakerlied
- 1940: Das sündige Dorf
- 1941: Hochzeitsnacht
- 1941: Der scheinheilige Florian
- 1942: Die Erbin vom Rosenhof
- 1942: Einmal der liebe Herrgott sein
- 1948: Morgen ist alles besser
- 1949: Der Ruf
- 1949: Hallo Fräulein!
- 1949: Tromba
- 1949: Das Geheimnis der roten Katze
- 1949: Zwei in einem Anzug
- 1950: König für eine Nacht
- 1950: Schwarzwaldmädel
- 1953: Das Lachkabinett